# Raúl González Gutiérrez
Raúl González Gutiérrez (Valladolid, 1970. január 8. –) kézilabdaedző, korábbi spanyol válogatott kézilabdázó.

## Pályafutása

### Klubcsapatokban
Raúl González egész pályafutását szülővárosának csapatában, a Valladolidban, illetve annak jogelődjében, az AC Deportiva Michelín együttesében töltötte. 1987-ben mutatkozott be a felnőttek között, és 2005-ös visszavonulásáig maradt is a klub játékosa. A Valladolid nem tartozott a spanyol élvonal legerősebb csapatai közé, egyetlen Copa del Rey-győzelmet értek el 2005-ben. A nemzetközi kupákban több sikerrel szerepelt a csapat, döntőt játszhatott a Kupagyőztesek Európa-kupájában, az EHF-kupában és a Challenge Cup-ban is, azonban mindhárom sorozat döntőjét elvesztette aktuális ellenfelével szemben.

### A válogatottban
A spanyol válogatottban 1995-ben mutatkozott be és hat év alatt 57 mérkőzésen kapott lehetőséget, ezeken pedig 55 gólt lőtt. Tagja volt az 1996-os olimpián bronzérmet szerző csapatnak, míg az 1996-os, hazai rendezésű és az 1998-as Európa-bajnokságon egyaránt ezüstérmes lett a válogatottal.

### Edzőként
Visszavonulása után Talant Dujsebajev segítője lett a Ciudad Real, majd az Atlético Madrid csapatánál. Utóbbi csapat 2013-ban csődbe ment, így Raúl González klub nélkül maradt.
2014 januárjában a macedón Vardar Szkopje vezetőedzőjének nevezték ki, 2016 nyaráig szóló szerződést írt alá a klubbal. Macedón Kupát és SEHA-ligát nyert első évében a csapattal, amellyel a Bajnokok Ligájában a negyeddöntőben esett ki a Flensburg-Handewitt ellenében. Az ezt követő években háromszor nyert bajnoki címet a Vardarral, amellyel a 2016-2017-es idényben a Bajnokok Ligájában is az első helyen végzett. 
2017 márciusától 2019 februárjáig a macedón válogatott szövetségi kapitánya volt.
2018 nyarától a Paris Saint-Germain Handball vezetőedzője.

## Sikerei, díjai

### Játékosként
Valladolid
- Kupagyőztesek Európa-kupája-döntős: 2003-2004
- EHF-kupa-döntős: 1998-1999
- Challenge Cup-döntős: 1999-2000
- Copa del Rey-győztes: 2005

### Edzőként
Ciudad Real másodedző
- Bajnokok Ligája-győztes: 2005-2006, 2007-2008, 2008-2009
- EHF Klubcsapatok Európa-bajnoksága-győztes: 2005, 2006, 2008
- Spanyol bajnok: 2006-2007, 2007-2008, 2008-2009, 2009-2010
- Copa del Rey-győztes: 2008, 2011, 2012, 2013
- Spanyol Kupa-győztes: 2006, 2007, 2008, 2011
- Spanyol Szuperkupa-győztes: 2007, 2010, 2011

Vardar Szkopje
- Bajnokok Ligája-győztes: 2016-2017
- Macedón bajnok: 2015, 2016, 2017, 2018
- SEHA-liga-győztes: 2013-2014, 2016-2017, 2017-2018
- Macedón Kupa-győztes: 2014, 2015, 2016, 2017, 2018

Paris Saint-Germain
- Francia bajnok: 2018-2019
- Ligakupa-győztes: 2018-2019